# La familia de Segismundo I de Polonia
La familia de Segismundo I de Polonia o Retratos en miniatura de la familia Jagellón (en polaco: Miniatury portretowe rodziny Jagiellonów) es un conjunto de diez retratos en miniatura de la dinastía Jagellónica, producidos al óleo sobre cobre en el taller de Lucas Cranach el Joven durante la época de Bona Sforza como reina en Polonia después de casarse con Segismundo I de Polonia, c. 1553-1555. Todos ellos se encuentran ahora en el Museo Czartoryski.
De izquierda a derecha, la fila superior muestra a Segismundo I el Viejo de Polonia, Bona Sforza, Segismundo II Augusto de Polonia (1520-1572), la primera esposa de Segismundo II, Isabel de Austria, reina de Polonia y la segunda esposa de Segismundo II Bárbara Radziwiłł.  De izquierda a derecha, la fila inferior muestra a la tercera esposa de Segismundo II Catalina de Austria (1533-1572), y a sus hijas Isabela (1519-1559), Catalina (1526-1583), Sofía (1522-1575) y Ana (1523-1596). 
El realismo de los rasgos sugiere que fueron pintados del natural o a partir de previos retratos de cuerpo entero. Todos llevan como firma la serpiente alada de los Cranach. Los retratos fueron vueltos a enmarcar en el siglo XIX, tras ser adquiridos para la colección de la familia Czartoryski en París en 1859 en la subasta de la colección de Adolf Cichowski.